# Ркацители
Ркаците́ли (груз. რქაწითელი < რქა წითელი, «красный рог/стебель») — грузинский технический (винный) сорт белого винограда среднего созревания. Наиболее распространённый технический сорт винограда на территории бывшего СССР (включая Россию). Используется для производства широкого спектра вин — от сухих до креплёных и бренди. 

## География
Распространён во всех районах средней и южной зон виноградарства бывшего СССР (за исключением слишком засушливой для него Туркмении). В Грузии по состоянию на 2016 год под ркацители отданы виноградники общей площадью не менее 25 000 га, в России — порядка 6500 га. В Крыму этим сортом засажена треть всех виноградников. Его часто можно встретить в окрестностях Кизляра и Дербента (совхоз имени Алиева, ГУП «Геджух», агрофирма «Чинар»). В Болгарии уступает по занимаемым площадям только мускату Оттонель. Есть мнение, что до антиалкогольной кампании 1980-х годов ркацители лидировал в мире по занимаемой  площади виноградников.

## Характеристики
Лист средний, тёмно-зелёный, округлый, слаборассечёный. Гроздь средняя. Ягоды средней величины, округлые. Урожайность этого сорта винограда сильно зависит от условий, но, как правило, высока. Сорт достаточно морозостойкий (что в своё время побудило эмигранта первой волны Константина Франка высадить его в районе озёр Фингер). Плохо переносит засуху. Сила роста куста высокая.
Существует цветовая мутация сорта — Ркацители розовый (Вардиспери Ркацители), случайно обнаруженный в 1948 году в Мукузани.

## Применение
Из ркацители приготовляются столовые и десертные вина, виноматериалы для крепких вин и коньяков, а также виноградный сок. Ягоды ркацители могут также потребляться в непереработанном виде. Вина из ркацители отличаются высокими уровнями кислотности (даже при снятии урожая в октябре — не менее 9 г/л) и алкоголя. Кахетинские виноделы традиционно использовали ркацители для выработки в кувшинах (квеври) янтарных (оранжевых) вин. В современной Грузии из ркацители производятся такие вина, как «Цинандали», «Гурджаани» и «Вазисубани».
Ркацители не относится к ароматическим сортам белого винограда. Стандартные вина нейтральны по аромату, тогда как янтарные вина «раскрываются оттенками кураги, изюма, нотами сухих трав и апельсиновой цедры». Обычно вина из ркацители рекомендуется употреблять в первые годы после их выпуска, пока их аромат не успел увянуть. Янтарные же вина обладают танинной структурой и поэтому могут храниться существенно дольше. Разочарование ряда кахетинских винодельческих хозяйств в ограниченности ароматической палитры и потенциале выдержки вин на основе ркацители сподвигло их в середине 2010-х годов начать замену кустов этого сорта на киси и хихви.